# Korbach
För andra betydelser, se Korbach (olika betydelser).
Korbach är en industristad i Hessen. Dominerande företag i Korbach är bland annat Continental, som tillverkar däck, Mauser, vapentillverkare och Horizont som tillverkar elstängsel och vägmarkeringsmaterial.
De tidigare kommunerna Alleringhausen, Eppe, Goldhausen, Helmscheid, Hillershausen, Lengefeld, Meineringhausen, Nieder-Schleidern, Rhena och Strothe uppgick i Korbach 1 juli 1970 följt av Nieder-Ense, Nordenbeck och Ober-Ense 31 december 1970 samt Lelbach 1 oktober 1971.